# 8
Anul 8 a fost un an care a început într-o zi de duminică, după calendarul iulian. În Imperiul Roman, a fost cunoscut drept anul consulatului lui Camillus și Quinctilianus.  

## Evenimente

### Europa
- 3 august: Generalul roman Tiberius îi învinge pe ilirieni în Dalmația, pe râul Bathinus, dar revolta illirica continuă.

### Nedatate
- Poetul roman Ovidiu este alungat din Roma la ordinele împăratului Augustus și exilat la Tomis, pe coasta Mării Negre (Constanța de azi).  Acesta termină lucrarea Metamorfoze și începe să lucreze la lucrarea Festivaluri.
- Tincomarus, regele atrebaților, este înlăturat de la putere și fuge la  Roma. Eppillus devine rege.
- Vipsania Iulia este exilată, Lucius Aemilius Paullus și familia sa intră în dizgrație. Augustus rupe acordul marital dintre Claudius și fiica lui Paullus, Aemilia Lepida.

### Asia

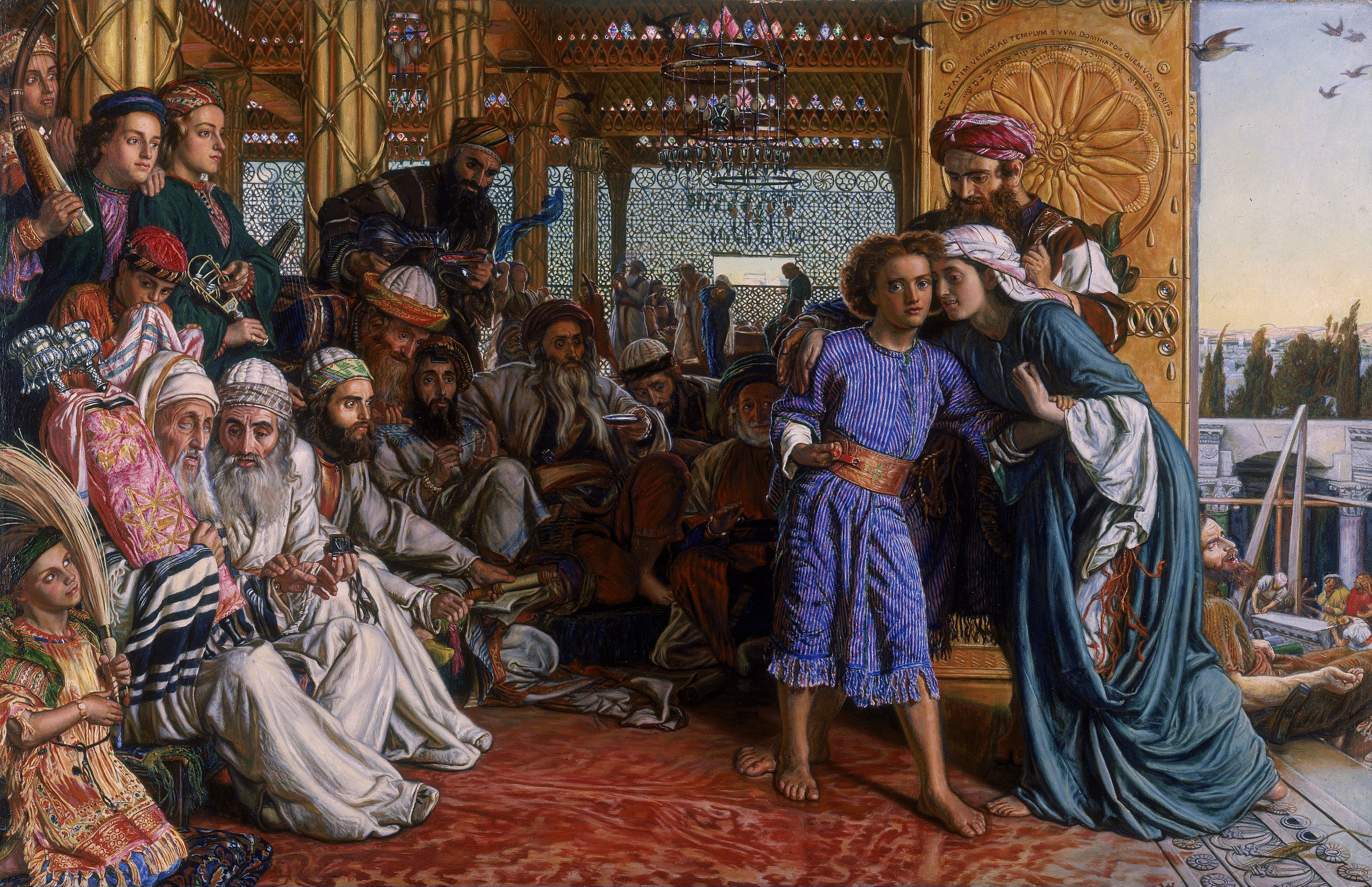
Isus la templu

- Isus din Nazaret, la vârstă de 12 ani, călătorește cu părinții săi la Ierusalim. Acesta se pierde de ei și este regăsit de familia sa în Templul din Ierusalim unde purta discuții cu cărturarii templului.
- Începe era Chushi în China.
- Wang Mang reprimă rebeliunea condusă de Chai I.

## Nașteri
- Drusus Caesar, moștenitorul împăratului roman Tiberiu (d. 33)
- Titus Flavius Sabinus, consul roman și fratele lui Vespasian (d. 69)

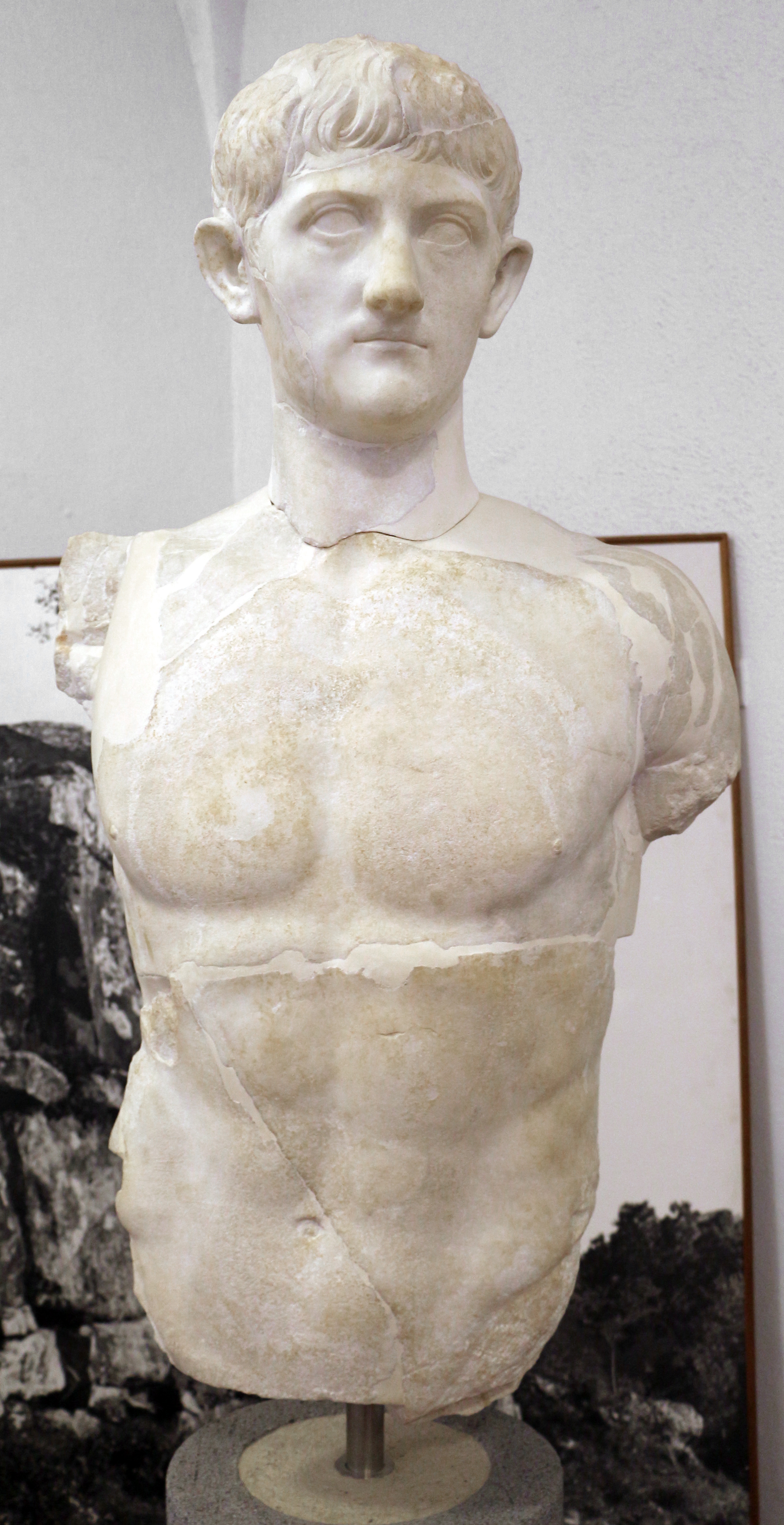
Drusus Cezar

## Decese
- Marcus Valerius Messalla Corvinus, general roman (n. 64 î.Hr.)